# Acoustic Strawbs
Acoustic Strawbs is een Britse band die bestaat uit leden en ex-leden van de band Strawbs. De band ontstond in 2001 bij toeval als voor een concert van Dave Cousins en Brian Willoughby Cousins zijn hand dermate verwondde, dat hij geen gitaar kon bespelen. Dave Lambert (ex-Strawbs) viel in en zo ontstond dan Acoustic Strawbs. Na drie albums ziet het ernaar uit dat de akoestische versie van Strawbs net zo aan personeelswisselingen onderhevig is als Strawbs zelf.

## Discografie

### Albums
- 2001: Baroque & Roll
- 2004: Full Bloom
- 2006: Painted Sky

### Single
- 2001: Alice’s song